# Rumer Spitze
Rumer Spitze är en bergstopp i Österrike.   Den ligger i distriktet Innsbruck-Land och förbundslandet Tyrolen, i den västra delen av landet, 400 km väster om huvudstaden Wien. Toppen på Rumer Spitze är 2 454 meter över havet.
Terrängen runt Rumer Spitze är bergig åt nordväst, men åt sydost är den kuperad. Runt Rumer Spitze är det tätbefolkat, med 319 invånare per kvadratkilometer.. Närmaste större samhälle är Innsbruck, 6,2 km söder om Rumer Spitze. 
Runt Rumer Spitze är det i huvudsak tätbebyggt.